# リール包囲戦 (1708年)
リール包囲戦（フランス語: Siège de Lille）は、スペイン継承戦争における戦闘の一つで、1708年8月13日から12月9日までグレートブリテン王国（イギリス）・オーストリア（神聖ローマ帝国）・ネーデルラント連邦共和国（オランダ）同盟軍がフランス軍が籠もるフランス北部の要塞都市リールの包囲を敢行した。

## 経過
1708年7月11日のアウデナールデの戦いでイギリス軍の司令官マールバラ公ジョン・チャーチルとオーストリア軍の将軍プリンツ・オイゲンはヴァンドーム公・ブルゴーニュ公ルイ率いるフランス軍を破り、一旦体勢を整えてからレイエ川の北岸都市メーネン・ウィルヴィクを確保、フランス軍が築いたレイエ川からの土塁防衛線を破壊した上で北フランスの要塞都市リールを包囲した。始めマールバラ公は勢いを駆ってフランスの首都パリ進撃を考えていたが、敗れたとはいえヘントを中心にスヘルデ川・レイエ川流域を押さえているヴァンドーム軍は健在で、補給基地がないままパリへ進撃することは無謀と諸将に反対されたため、妥協してリール包囲に回った。
一方、ドイツのライン川流域からリール南方のドゥエーにフランスの将軍ベリック公が布陣、北のヴァンドームの軍勢と合わせて同盟軍の北と南に位置していたが、単独では同盟軍を撃破出来ないため、しばらく待機していた。同盟軍は8月6日にブリュッセルから攻城兵器を輸送、フランス軍の妨害は無く12日にメーネンに届き、翌13日にリール包囲戦が開始された。
同盟軍は総勢11万のうち2つに分割、3万5000はオイゲンがリール包囲の指揮を執り、残りの7万5000を率いたマールバラ公は外部のフランス軍に備えた。南北のフランス軍も動き、29日にリールから東に大きく離れたヘラールツベルヘンで合流、10万の大軍で西の包囲軍に迫り、9月4日にリール南方でマールバラ公の軍勢と衝突した。
数の上ではフランス軍が上回っていたが、マールバラ公は砲撃を耐え抜き戦線崩壊を防いだ。フランス軍内部も意見衝突で方針が定まらず、積極論のヴァンドーム、慎重論のベリックが対立、ブルゴーニュ公も意見を纏められず攻勢に出られなかった。ようやく結論を出したフランス軍は包囲軍の補給路を断絶する作戦に決め、東に引き下がりリールとブリュッセルの間の都市トゥルネーに陣取り同盟軍とブリュッセルの連絡を絶った。トゥルネーはスヘルデ川沿岸都市でもあったためスヘルデ川の通行及び物資の輸送が不可能となり、代わりにリールから北のオステンドへと輸送路を変更したが、オステンドからヘントに繋がる運河はヴァンドームに押さえられている上、中継点のブルッヘもフランス軍に確保されているため襲撃の危険性は高かった。
9月20日に包囲軍はリールへの突撃を繰り返したが、リールはかつてヴォーバンが築いた堅固な要塞であり、1万5000の兵で守備していたブーフレールの戦意も盛んで包囲軍は突撃の度に損害を受け、オイゲンも負傷したためマールバラ公が代わりに指揮を執る場面もあった。数日後にオイゲンは復帰、包囲を継続した。
27日、イギリス軍の一部がオステンドに向かい、フランス軍を退け補給物資をリールに届けた。この報告を受けたヴァンドームは10月7日に補給路の完全遮断を決意、運河沿いにオステンドへ回ったが、マールバラ公もオステンドに進んだことを知ると、水門を開いてオステンドを水浸しにして撤退した。オステンドは陥落を免れ、舟を使って包囲軍への補給を続けた。22日にリール市街は包囲軍に明け渡され、籠城軍は市内部の城塞に退却した。城外のフランス軍はこの時点でも意見対立が止まず、ベリックがストラスブールに退却している。同盟側も18日にオランダ軍の重鎮だったアウウェルケルク卿を病で失っている。
11月26日に包囲軍はスヘルデ川流域の奪還を狙い、翌27日にかけてハーヴェレ、アウデナールデ、ケルクホーヴェ、アウトレイヴェのフランス軍は一掃された。ブーフレールも観念して12月9日に城を明け渡してフランス本土へ退却、ヘントに残ったヴァンドームもフランス王ルイ14世の命令で引き上げさせられ、ヘント、ブルッヘはマールバラ公の襲撃に遭い降伏、ネーデルラント及び北フランスは同盟軍の手に入った。
北フランスの占領でパリ進撃が現実的となり、追い詰められたルイ14世の打診で同盟側とフランスの和平交渉が始まった。